# Navagraha

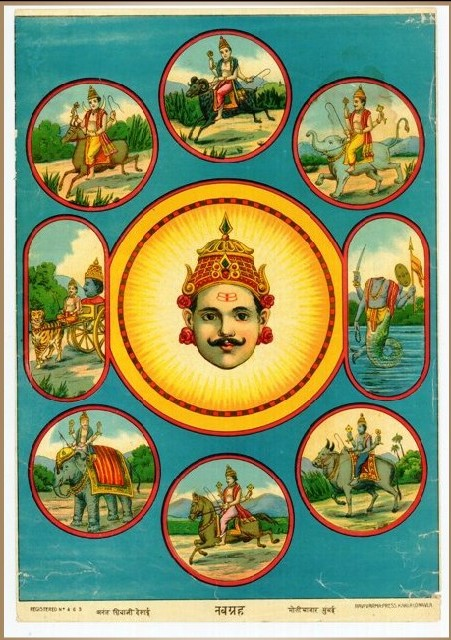
Navagraha: med solen i mitten, omgiven av planeterna. Målning av Raja Ravi Varma.

Navagraha är enligt hinduismen och hinduisk mytologi nio himlakroppar och gudomar som anses påverka människans liv på jorden. Begreppet kommer från sanskrit: नव nava ("nio") och sanskrit: ग्रह graha som kan betyda ”planet”, ”att gripa” eller ”att hålla fast vid”. De nio delarna i navagraha utgörs av solen, månen, planeterna Merkurius, Venus, Mars, Jupiter och Saturnus, samt månens två noder (rahunoden och ketunoden).

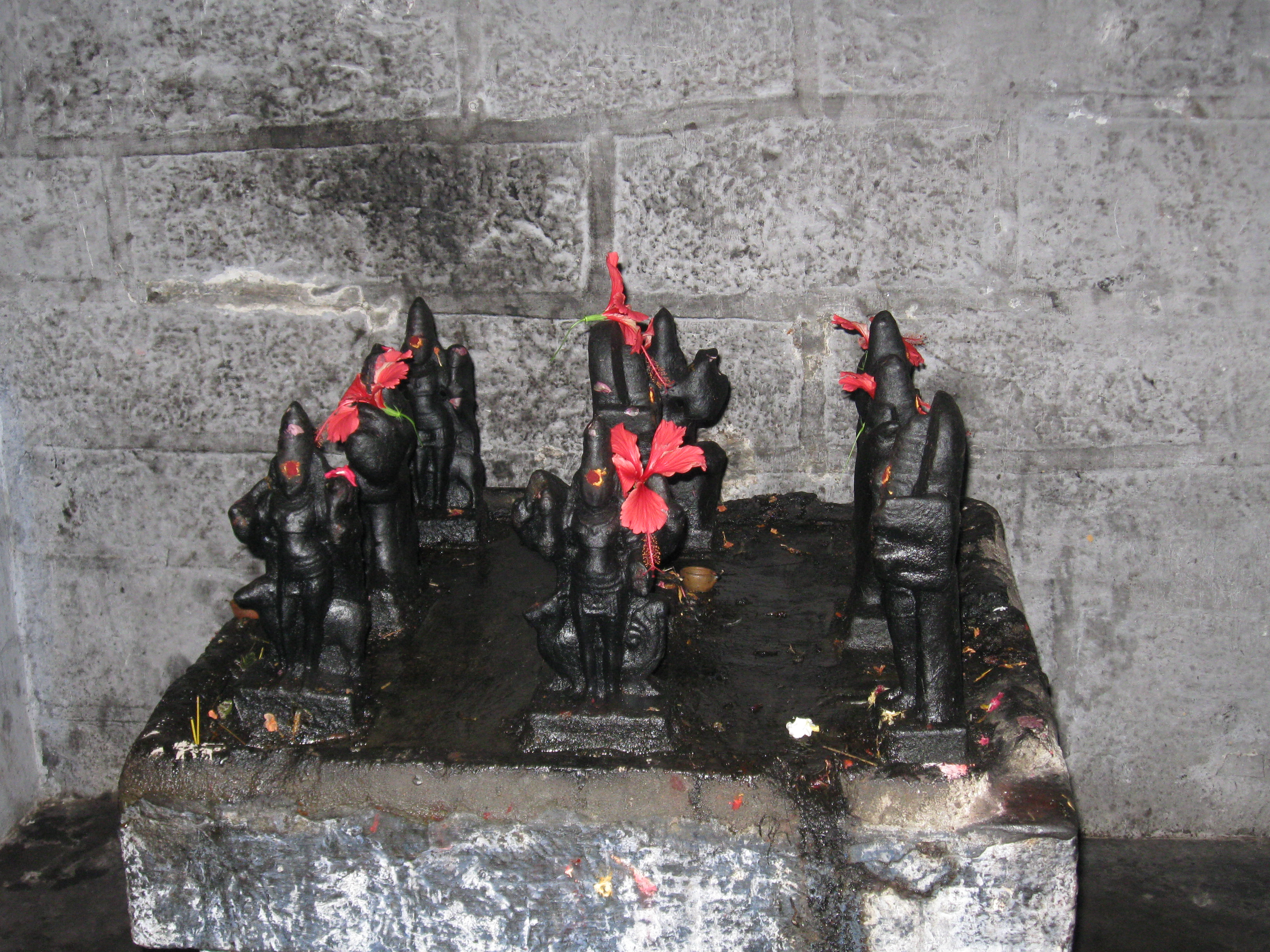
En typisk navagraha-helgedom i ett hinduiskt tempel.

Termen “planet” användes ursprungligen endast för de fem planeter som var kända (det vill säga synliga för blotta ögat) och uteslöt jorden. Under medeltiden utvidgades begreppet och kom då att omfatta även solen och månen (som ibland kallades “ljusen”), vilket gav totalt sju planeter. Veckans sju dagar i den hinduiska kalendern motsvarar också dessa sju klassiska planeter, och europeisk kultur följer samma mönster, med veckodagar namngivna därefter i de flesta språk i det indiska subkontinenten. De flesta hinduiska tempel runt om i världen har en särskilt avsatt plats för tillbedjan av navagraha (de nio planetgudarna).

## Lista
| Nr. | Bild | Namn       | Västerländsk motsvarighet         | Dag     | Stotra                                                                                                 |
| --- | ---- | ---------- | --------------------------------- | ------- | --- |
| 1.  |      | Surya      | Solen                             | söndag  | japākusuma saṅkāśaṃ kāśyapēyaṃ mahādyutim । tamō'riṃ sarva pāpaghnaṃ praṇatōsmi divākaram ॥1॥          |
| 2.  |      | Chandra    | Månen                             | måndag  | dadhiśaṅkha tuṣārābhaṃ kṣīrōdārṇava sambhavam । namāmi śaśinaṃ sōmaṃ śambhō-rmakuṭa bhūṣaṇam ॥2॥       |
| 3.  |      | Mangala    | Mars                              | tisdag  | dharaṇī garbha sambhūtaṃ vidyutkāanti samaprabham । kumāraṃ śaktihastaṃ taṃ maṅgaḻaṃ praṇamāmyaham ॥3॥ |
| 4.  |      | Budha      | Merkurius                         | onsdag  | priyaṅgu kalikāśyāmaṃ rūpēṇā pratimaṃ budham । saumyaṃ saumya guṇōpētaṃ taṃ budhaṃ praṇamāmyaham ॥4॥   |
| 5.  |      | Brihaspati | Jupiter                           | torsdag | dēvānāṃ cha ṛṣīṇāṃ cha guruṃ kāñchanasannibham । buddhimantaṃ trilōkēśaṃ taṃ namāmi bṛhaspatim ॥5॥     |
| 6.  |      | Shukra     | Venus                             | Fredag  | himakunda mṛṇāḻābhaṃ daityānaṃ paramaṃ gurum । sarvaśāstra pravaktāraṃ bhārgavaṃ praṇamāmyaham ॥6॥     |
| 7.  |      | Shani      | Saturnus                          | Lördag  | nīlāñjana samābhāsaṃ raviputraṃ yamāgrajam । Chāyā mārtāṇḍa sambhūtaṃ taṃ namāmi śanaiścharam ॥7॥      |
| 8.  |      | Rahu       | Månens stigande nod / Uranus      |         | ardhakāyaṃ mahāvīraṃ chandrāditya vimardhanam । siṃhikā garbha sambhūtaṃ taṃ rāhuṃ praṇamāmyaham ॥8॥   |
| 9.  |      | Ketu       | Månens / Neptunus nedåtgående nod |         | palāśa puṣpa saṅkāśaṃ tārakāgrahamatakam । raudraṃ raudrātmakaṃ ghōraṃ taṃ kētuṃ praṇamāmyaham ॥9॥     |

## Musik
Muthuswami Dikshitar (1776–1835), en tonsättare inom sydindisk karnatisk musik, komponerade verket Navagraha Kritis tillägnat de nio graha – de himmelska krafter som enligt hinduisk tradition påverkar människans öde. Varje sång är en bön till en av dessa “planeter”. Texterna (sanskrit: sahitya) vittnar om en djup insikt i både mantralära och vedisk astrologi (jyotisha shastra).